# Matamoros (kommun i Mexiko, Chihuahua)
Matamoros är en kommun i Mexiko.   Den ligger i delstaten Chihuahua, i den centrala delen av landet, 1 000 km nordväst om huvudstaden Mexico City.
Följande samhällen finns i Matamoros:
- Villa Matamoros
- El Veranito
- Valsequillo